# سياسة اللغة

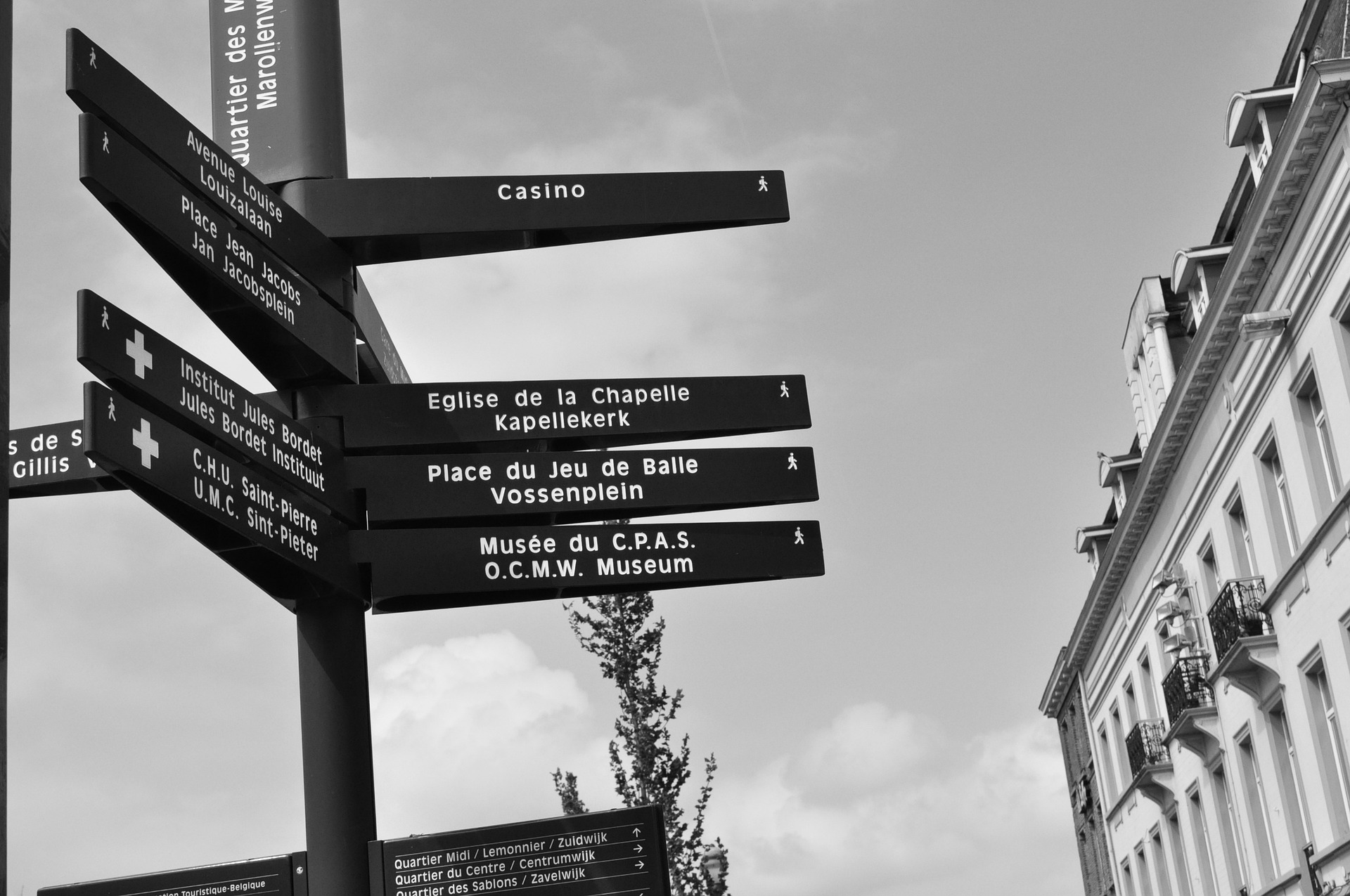

يشير مصطلح سياسة اللغة إلى الطريقة التي يتم من خلالها التعامل مع اللغة والفروق اللغوية بين الشعوب في الساحة السياسية. ويمكن أن يظهر ذلك على أنه بمثابة اعتراف من الحكومة بهذه السياسة، فضلًا عن معرفة كيف يتم التعامل مع اللغة في النطاقات الرسمية. بعض الأمثلة:
- الاعتراف (أو عدمه) بلغة ما باعتبارها لغة رسمية. وبشكل عام، فإن هذا يعني أنه يتم نشر كافة المستندات الرسمية المتعلقة بدولة أو منطقة ما باللغات «الرسمية»، ولا يتم نشرها باللغات غير الرسمية. كذلك، من المتوقع أن يتم نشر الأدلة الخاصة بإحدى المحاكم باللغة الرسمية فقط.
- بالنسبة للبلدان التي يوجد بها أكثر من لغة رئيسية، تكون في كثير من الأحيان هناك تداعيات سياسية في القرارات التي تظهر وكأنها تدعم مجموعة من المتحدثين على أخرى، وغالبًا ما يُشار إلى ذلك باسم سياسة اللغة. وتعد دولة بلجيكا أحد الأمثلة على هذا النوع من سياسة اللغة.
- في البلدان التي لا يوجد بها لغة رئيسية واحدة، من المتوقع أن يتمتع المهاجرون الذين يرغبون في الحصول على مواطنة كاملة بدرجة من طلاقة هذه اللغة (وبهذا تصبح «سياسة اللغة» حينها مرجعًا يفصل في الجدل الدائر حول مدى ملاءمة هذا). وكان ذلك يعد سمة من سمات السياسة الأسترالية.
- على مدار فترات مختلفة، كان يتم إما تعزيز لغات الأقليات أو حظرها في المدارس، نظرًا لأن الساسة سعوا لتبني أحد نهجين: إما دعم لغة الأقليات بهدف تعزيز الهوية الثقافية للمتحدثين بها، أو حظر النطق بها (إما في حالة التدريس بها، أو حظر استخدامها بشكل كامل)، بهدف تعزيز الهوية الوطنية اعتمادًا على لغة الأغلبية. وتتمثل أحد الأمثلة على الترويج الحديث للغة الأقليات في دعم اللغات الويلزية أو الليونية وتبنى ذلك مجلس المدينة الليونية، ويكمن أحد الأمثلة على التثبيط الرسمي للغة الأقليات في اللغة البريتانية.
- يرتبط مفهوم سياسة اللغة أيضًا بـ اللهجة، حيث يُنظر إلى المتحدثين بلهجة معينة على أنهم يتحدثون شكلًا «متطورًا» أو «صحيحًا» من اللغة، وذلك من الناحية الثقافية. ولذلك، قد يحاول الساسة استخدام هذه اللهجة بدلًا من لهجتهم الخاصة عندما يتعلق الأمر بالتحدث إلى العامة. وبدلًا من ذلك، في بعض الأحيان قد يحاول أولئك الذين يتحدثون باللهجة التي ينظر إليها على أنها «صحيحة» بشكل أكبر استخدام لهجة أخرى عندما يكون المتحدث بها في نظر العامة «محبوب/محبوبة الشعب».
- في إطار تعزيز الهوية الوطنية، يلزم معرفة بالضبط أي اللهجات المنبثقة من نفس اللغة التي يمكن الترويج لها كلغات منفصلة تسهم في تعزيز الهوية الوطنية (ومن بين أمثلة تلك اللغات الدنمركية والنرويجية والصربية والكرواتية - وتستخدم اللغتان الأخيرتان أيضًا أبجديات مختلفة عن اللغة المماثلة لها لغويًا - الكيريلية للصربيين والأبجدية الرومانية للكرواتيين). وسواء أكان ذلك قابلاً للتطبيق من عدمه، فإن أي لغة يمكن أن تتضمن سياسة لغة، مثل اللغة المقدونية.
- لقد أصبح استخدام الضمير «هو» وغيره من الكلمات التي تشير إلى الاسم المذكر في الوثائق قضية سياسية تتعلق بـ حقوق المرأة.
- قد تحمل بعض الكلمات دلالات سلبية لوصف مجموعة من الأشخاص من وجهة نظر البعض، على سبيل المثال، استخدام (Gypsies) في الإشارة إلى الغجر أو حتى استخدام لفظ "Gypos" لمزيد من السلبية بدلًا من استخدام (Romani) الغجر، أو بالأحرى استخدام مصطلح «الغجر» (Gypsies) ليشمل الشعوب المسافرة، فضلًا عن استخدام مصطلح الغجر (Romanies).
- غالبًا ما تنبع قضايا «الصواب السياسي» من استخدام الكلمات. فعلى سبيل المثال، قد ينتقد البعض الشخص المسؤول عن إحدى المؤسسات، والذي يُشار إليه باسم «الرئيس»، على أساس أن هذا المصطلح يعني ضمنًا وجوب أن يكون هذا الشخص مسؤولًا.
- يرتبط وجود أساليب الهجاء المتنافسة مع بعضها البعض في نفس اللغة بالمعسكرات السياسية المختلفة. مثلًا:
  - النقاش الدائر حول الحروف الصينية التقليدية والمبسطة
  - تبسيط قواعد الإملاء الروسية؛ كان يُنظر إلى المقترحات الرامية إلى إجراء مثل هذا الإصلاح بأنها تخريبية في أواخر سنوات الإمبراطورية الروسية، وقد تم تطبيق هذه الإصلاحات بواسطة البلاشفة عام 1918، وبعدها أصبحت «قواعد الإملاء القديمة» مرتبطة بـ الحركة البيضاء.
  - تشتمل اللغة البيلاروسية على أسلوبي هجاء، يرتبط إحداهما بالمعارضة السياسية في الدولة.

في الأمور السياسية، تستخدم اللغة كذلك في المتابعة والتوحيد والتنظيم والنقد بهدف الوصول إلى الوقت الذي يتوحد فيه كافة أعضاء الحزب السياسي على سبيل المثال.
- - ولا تزال الأبجدية السيريلية المولدافية محافظة على وجودها في منطقة ترانسنيستريا.